# Vdara Hotel & Spa
Het Vdara Hotel & Spa (ook: Vdara) is een 150.000 m² groot hotel in Las Vegas (Nevada) waarvan een gedeelte van de kamers als zelfstandige appartementen worden verhuurd. Het Vdare is een onderdeel van het CityCenter en opende als eerste onderdeel daarvan op 1 december 2009. Net als de andere gebouwen uit het CityCenter is het Vdara eigendom van MGM Resorts International en Infinity World Development. Het hotel is ontworpen door de Uruguayaanse architect Rafael Viñoly.
De 57 verdiepingen hoge toren huisvest 1.495 kamers, daarnaast beschikt het hotel over een beauty-salon, een spa, een markt, een bar en een 3.700 m² zwembad. Het Vdara is samen met het Waldorf Astoria Las Vegas een van de twee niet-roken-gebouwen van het CityCenter. Het Vdara beschikt niet over een casino. Het hotel werd een jaar na de opening beoordeeld door de American Automobile Association met een AAA Four Diamonds Award.

## Geschiedenis

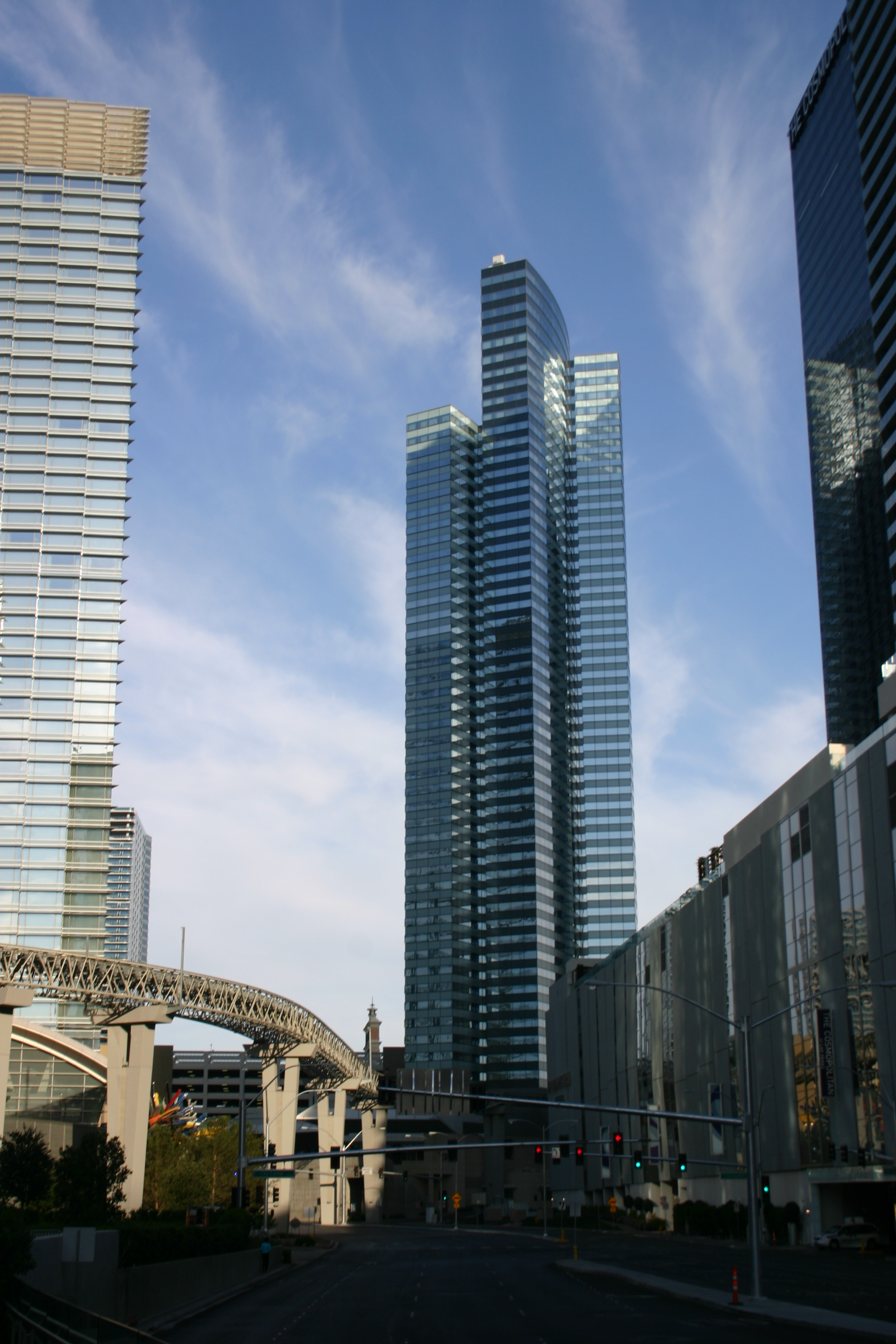
Het Vdara in de zomer van 2011

Na een bouwperiode van vier jaar was het Vdara het eerste onderdeel van CityCenter dat zijn deuren opende voor het publiek. Op 1 december 2009 werd het Vdara officieel geopend, later in die maand volgden The Crystals, Waldorf Astoria Las Vegas en het Aria. Nog voor de opening van het Vdara werd het al beoordeeld met het LEED Gold Certificaat en ontvingen ze vijf sleutels van het Green Key Eco-Rating Program.

## Ligging
Het Vdara ligt als enige gebouw van het CityCenter niet aan de Las Vegas Boulevard, het ligt namelijk achter het Cosmopolitan aan Harmon Avenue. De afgeronde vorm van de toren komt overeen met de rondingen in de torens van het Aria, deze hebben samen ook een ronde ingang waar Harmon Avenue onderdoor loopt.

## Ontwerp
Het door Rafael Viñoly ontworpen gebouw bestaat uit drie parallel lopende torens met een verschillende hoogte. De hoogste toren heeft 57 verdiepingen. Door het gebruik van deze drie parallel lopende torens bezit iedere verdieping zes hoek-suites. Dezelfde ronding wordt daarnaast gebruikt om het hotel te verbinden met het Aria door middel van een rotonde boven Harmon Avenue.
Een neveneffect van de ronde vormen van het Vdara is dat het een paraboolreflector is geworden. Door de ronde vorm wordt de zon weerkaatst naar een vast punt op het zwembaddek. Dit zorgt ervoor dat op een bepaald stukje enorme temperaturen bereikt kunnen worden en dat het op die plekken ook gevaarlijk kan zijn voor gasten. De temperatuur kan zelfs zo hoog oplopen dat het ervoor zorgt dat haar begint te schroeien en dat plastic smelt. Door een aantal werknemers wordt het ook wel de "Vdara death ray" genoemd. Een adequate oplossing bleek niet voor handen.
Verder hangt het Vdara, net als de andere projecten van het CityCenter, vol met kunst. Zo heeft Nancy Rubin een groot beeld gemaakt van 15 bij 24 meter, dat zich bevindt bij de ingang van het gebouw, en hangt er boven de registratiebalie een 2,4 bij 9,8 meter groot schilderij van Frank Stella.

## Faciliteiten

### Suites
Het Vdara bestaat uit 1.495 suites die onder te verdelen zijn in studio's, deluxe-studio's, een- en twee-kamer-appartementen en een- en twee-kamer-penthouses. De kamers variëren van 49 m² tot 163 m² en zijn alle uitgerust met een keuken. Verder zijn er bij het Vdara voorzieningen als een zwembad, een fitnessruimte, een restaurant, roomservice en is er parkeerruimte aanwezig.
De kamers in het Vdara worden verkocht als privévertrekken waarbij de kopers de mogelijkheid hebben om mee te doen in een verhuurprogramma waarbij de hotelkamers verhuurd worden wanneer de bewoners niet aanwezig zijn. Alle onverkochte hotelkamers worden door MGM Resorts International gebruikt als gewone hotelkamers en zo ook verhuurd.

### Overige
Een twee verdiepingen hoge spa en salon met een oppervlakte van 1.700 m² staat tot de beschikking van de gasten. Ze beschikken in de spa over 11 privékamers, een sauna, een stoomcabine, een full-servicesalon en een smoothie-bar. Verder is er een zwemgebied van 3.700 m² met 19 privévertrekken bij het zwembad.
Op 1 maart 2011 opende het "Market Cafe Vdara" vlak voordat het enige aanwezige restaurant zijn deuren sloot. Er zal in dit winkeltje voedsel worden verkocht dat speciaal door Martin Heierling, de chef van Silk Road, is geselecteerd. De enige bar in het Vdara bevindt zich ook in de lobby en heeft zowel binnen als buiten zitplaatsen. Tevens beschikt het Vdara over nog 1.000 m² aan vergaderruimtes, waaronder een 370 m² grote ballroom.